# Padonki-slang
Padonki-slang (ryska: жаргон падонков, zjargon padonkov) är en rysk Internetslang / hackerslang som uppstått i början av 2000-talet. Det är en skriven sociolekt som ansluter till talspråkets fonetik, med starka inslag av gatuslang. Det används flitigt i kommentarer på webbloggar. Ordet padonki härleds från ryska podonki = underklass, slödder och har kommit att beteckna en hel subkultur av ryska Internetanvändare, som uppstod omkring år 2000.
Ursprunget är en rysk översättning av akvarellen Bear surprise av amerikanske konstnären John Lurie. När björnen överraskar en man och kvinna som idkar könsumgänge i det gröna och i en pratbubbla säger "surprise" översattes detta med "preved", en förvanskning av privjet = hej, för att rimma med medved = björn. Ryska reklammakare och tecknare kopierade björnen och dess sätt att tala. Det ryska webbforumet udaff.com har haft en central roll i utvecklingen av jargongen. Det grundades 2001 av Dmitrij Sokolovskij i Sankt Petersburg vars smeknamn Удав (udav, boaormen) förvanskats genom att V blivit FF, som en parodi på äldre västerländsk transkribering av ryska namn (till exempel Smirnoff, korv Stroganoff).
Till förvrängningarna av skrivsättet hör att O blir A och V blir F eller FF. Gorbatjov skulle på padonki kunna stavas Garbatjoff, alltså som det uttalas.
Padonki-slangen har på kort tid nått stor uppmärksamhet i media och bland språkforskare. Reaktionerna är delade; språkvårdare är mindre förtjusta.

## Exempel på ord
- аффтар, afftar (av avtor = "författare")
- kagdila (av kak dela = "hur är läget?")
- preved (av privjet = "hej")